# Lukavice (Šumperki járás)
Lukavice település Csehországban, Šumperki járásban. Lukavice Bohuslavice, Jestřebí, Mohelnice és Zvole településekkel határos. Lakosainak száma 868 fő (2024. január 1.).

## Népesség
A település lakosságának változását az alábbi diagram mutatja:
| Lakosok száma | 846  | 922  | 819  | 711  | 842  | 936  | 871  | 871  | 866  | 868  |
|               | 1869 | 1890 | 1921 | 1950 | 1980 | 2001 | 2017 | 2019 | 2022 | 2024 |